# Баланти Грациани, Джованни Баттиста
Джованни Батиста Баланти Грациани (итал. Giovan Battista Ballanti Graziani; 1762, Фаэнца — 1835, там же) — итальянский скульптор и художник.

## Биография
Сын гравёра и скульптора Джузеппе Балланти по прозвищу Грациан. Отец отдал его в школу архитектора и художника Джузеппе Боски, известную как il Carloncino. Однако Джованни имел склонность к скульптуре и, прилежно научившись рисовать, убедил отца, который также был художником и скульптором, обучить его этому искусству.
Сотрудничая со своим отцом, а затем и с младшим братом Франческо (1772—1847), начал создавать статуи и рельефы, которые помогли создать известность скульптурной мастерской Балланти-Грациани, которая стала известной на протяжении всего XIX столетия.
Вместе со своим братом совершил поездку в Рим в 1824 году к художнику Томмазо Минарди, эта встреча коренным образом изменила его стиль, в сторону большей естественности.
Считается одним из наиболее видных представителей скульптуры неоклассицизма Романьи.
Большая часть его работ это статуи святых и сакральных изображений в церквях и дворцах, строившихся в Романье.
В Форли его произведения находятся в Палаццо Манцони, во дворце Меренды и др.
В Фаэнце он работал с Феличе Джани над украшением ряда зданий, включая Палаццо Мильцетти.
Как скульптор работал как с камнем, так и с гипсом.